# Close Range - Vi ucciderà tutti
Close Range - Vi ucciderà tutti (Close Range) è un film del 2015 diretto da Isaac Florentine.

## Trama
L'ex-marine pluridecorato Colton MacReady, dopo aver disertato dalla Guerra in Iraq ed essersi nascosto per anni negli Stati Uniti (dove si guadagnava da vivere come un fuorilegge tramite vari crimini), è costretto a uscire allo scoperto a causa di un guaio familiare; sua nipote Hailey Reynolds viene rapita dal cartello della droga messicano, per attirare l'attenzione di Walt Reynolds, patrigno di Hailey che non aveva fornito della droga ai trafficanti messicani. Allora Angela Reynolds, madre di Hailey, disperata chiede aiuto a Colt per salvare la figlia; Colt le libera la figlia, ma nel farlo scatena l'ira del leader del cartello della droga messicano Fernando Garcia, che arriva a scoprire chi è Colt inviando una sua foto (rinvenuta grazie a una telecamera di sicurezza nella base dei trafficanti) allo sceriffo corrotto Jasper Calloway, mentre i suoi vice non gli sono obbedienti.
Gli uomini di Garcia giungono presso l'appartato ranch di Reynolds in cerca di vendetta ma in realtà troveranno ad attenderli un Colton molto arrabbiato e vendicativo.

## Distribuzione
In Italia venne trasmesso per la prima volta in TV il 28 ottobre 2017.